# L'Absolue Perfection du crime
L'Absolue Perfection du crime est un roman de Tanguy Viel paru le 4 septembre 2001 aux éditions de Minuit et ayant reçu l'année suivante le prix Fénéon et le prix littéraire de la vocation.

## Les personnages
- Pierre : personnage principal et narrateur, il fait partie de la “famille” et commet des délits avec eux contre son gré (son nom est mentionné qu'une seule fois)
- Marin : il a fait 3 ans de prison et a eu l’idée du hold-up du casino
- Andrei
- L’Oncle : “chef” de la famille jusqu’à sa mort, il est très apprécié de Marin
- Jeanne :  seule femme du plan du hold-up
- La Tante : femme de l’Oncle

- Lucho : traître, c’est l'ancien camarade de cellule de Marin, il a eu une remise de peine pour aider la police à attraper la “famille”

## Résumé
L'absolue perfection du crime est l'histoire d’un hold up raté. Pierre, le narrateur raconte son histoire depuis la sortie de prison de Marin jusqu’à sa sortie de prison à lui. 
Marin est présenté comme un homme qui fait peur. Quand il sort de prison, il retrouve Pierre et ils  se battent, on se rend compte de leur relation particulière dès le début du livre. Puis ils ont rendez-vous chez l’Oncle. Pierre explique leur définition de “famille”, ce groupe de personnes n’est pas une famille avec des liens de sang, mais ils sont un groupe de bandits qui font partie de la pègre locale. On comprend assez rapidement que Pierre ne s’y sent pas à sa place. Il explique leur procédé pour tuer leurs victimes : ils arrachent leur nom de leur boite au lettre et cela veut dire qu’ils vont bientôt mourir, certains fuient et d’autres attendent leur sort. Chez l’Oncle Marin annonce qu’il a un nouveau plan, un plan d’un autre niveau. Un hold-up… ils veulent braquer le Casino. C’est là aussi qu’ils engagent Lucho (Luciano). Ils commencent à élaborer le plan en écrivant toutes leurs idées. Les membres de la famille sont présentés comme alcooliques. 30 jours avant le braquage, l’oncle décède de vieillesse. Jeanne est la femme la seule femme qui va faire partie du plan du braquage elle sert à faire diversion. On comprend que le narrateur est amoureux d’elle lorsque Marin lui parle mal, Pierre prend tout de suite sa défense et devient violent avec Marin. 

Dans la deuxième partie, Pierre explique la reconstitution, en vue de son procès, de la scène, comment il est entré dans le casino avec Jeanne et qu’il a du faire semblant de perdre beaucoup d’argent, puis demander d’aller voir le directeur de l'établissement, le menacer et l'obliger à ouvrir le coffre avec Marin et le tuer. Andrei qui sert de conducteur et Lucho qui occupe de récupérer l’argent sur le toit avec une petite montgolfière, le plan était presque parfait. Après avoir récupéré l’argent au milieu de la mer avec un bateau Pierre rentre avec Marin. Malheureusement quelque instant après ils se font prendre par la police et une fusillade commence, Andrei meurt, Marin et Jeanne s’enfuient et Pierre comprend que Lucho est un traître. Après ses 7 ans de prison, Pierre sort, il va voir Jeanne, tue Lucho dans un train et fait une course poursuite avec Marin. Les deux essaient de tuer l’autre, comme deux duellistes. Marin meurt d'épuisement et de blessure.  

## Éditions
- Les Éditions de Minuit[3], 2001  (ISBN 9782707317650).
- Collection « Double » no 36, éditions de Minuit, 2006  (ISBN 9782707319449).
- Collection Profil & Cie no 111, commentaires de Johan Faerber, éditions Hatier, 2007  (ISBN 978-2218927294).
- (de) Das absolut perfekte Verbrechen, trad. Hinrich Schmidt-Henkel, Verlag Klaus Wagenbach, 2012  (ISBN 978-3803126849).